# Maarten van Rossum

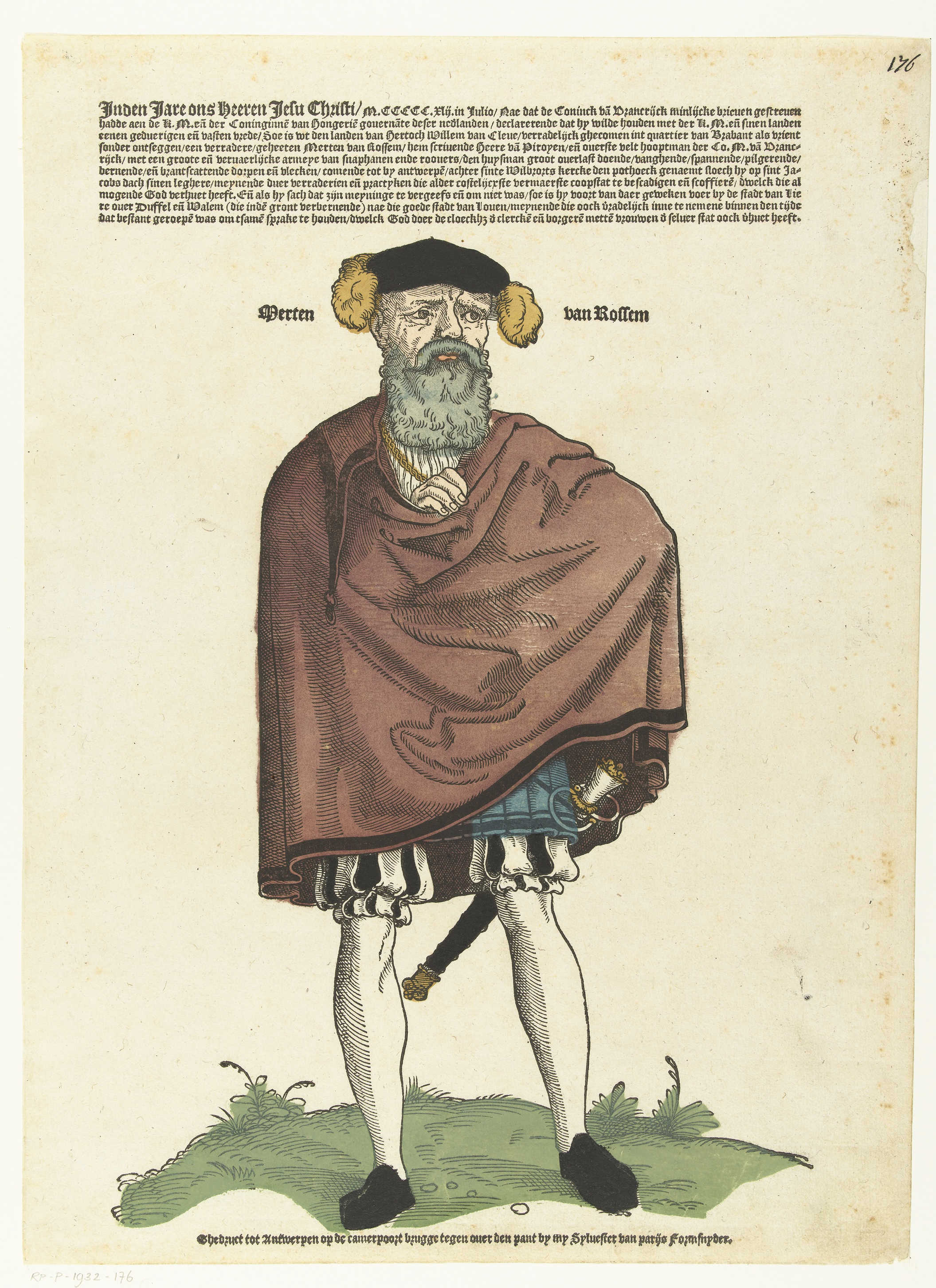
Altra raffigurazione di Maarten van Rossum

Stemma di Maarten van Rossum

Maarten van Rossum (o Maarten van Rossem; Zaltbommel, 1478-1490 circa – Anversa, 7 giugno 1555) è stato un condottiero olandese, comandante delle truppe al servizio del duca di Gheldria e statolder della Frisia.

## Biografia
Maarten van Rossum era il secondo figlio di Johan van Rossum, signore di Rossum, Broekhuizen, Poederoijen, Oijen e Meinerswijk. La data della sua nascita è rimasta ignota: anche se esistono numerose fonti che la pongono intorno al 1478 , è tuttavia più plausibile una datazione vicina al 1490 .
La sua carriera militare conobbe l'ascesa da quando fu reclutato al servizio del duca Carlo di Gheldria.
La sua prima missione militare risale all'agosto 1516, quando fu inviato in alcune città della regione dell'Alblasserwaard, tra cui Nieuwpoort.
Nel 1527 occupò Utrecht e l'anno seguente saccheggiò L'Aia 
Dopo la morte di Carlo di Gheldria, passò al servizio del nuovo duca di Gheldria, Guglielmo di Jülich-Kleve-Berg. In seguito, passò al servizio di Carlo V, per il quale condusse campagne nell'Île de France, Lotaringia e Champagne .
Maarten van Rossum morì in ricchezza nel 1555.

## Museo
Alla vita di Maarten van Rossum è dedicato il Maarten van Rossummuseum, ricavato nella sua casa a Zaltbommel.

## Maarten van Rossum nella cultura di massa
- Il personaggio di Maarten van Rossum compare nella serie televisiva olandese degli anni sessanta Floris, dove è interpretato da Hans Culeman[3]
- Il personaggio di Maarten van Rossum compare nella serie televisiva olandese degli anni settanta Floris von Rosemund, dove è interpretato da Fred Stillkrauth [3]